# 南壽州
南壽州是唐代黔州都督府所屬的一個羈縻州，貞觀三年以南謝蠻首領謝彊地置，四年更名莊州，十一年為莊州都督府，景龍二年罷都督。故隋牂柯郡地。南百里有桂嶺關。縣七：石牛，南陽，輕水，多樂，樂安，石城，新安。貞觀中又領清蘭，後省。是唐代招撫當地土著所設置的州，一般由其頭人任州官，在今貴州省惠水縣一帶地方。